# Repubblica del Benin (1967)
La Repubblica del Benin è stato uno stato africano, sulla costa del golfo del Benin, che prese il nome dalla sua capitale Benin City.

## Storia
La Repubblica del Benin è stato uno degli stati di più breve durata: infatti venne dichiarato indipendente il 19 settembre 1967, sotto l'influenza della Repubblica di Biafra, durante le prime fasi della guerra civile nigeriana, ma già il giorno successivo l'esercito nigeriano riconquistò i territori dello Stato, decretando la fine della repubblica che durò quindi un solo giorno.
In vista della guerra civile nigeriana, i residenti della regione centro-occidentale etnicamente diversificata hanno tentato di assumere una posizione neutrale. Poco prima che il Biafra annunciasse la sua secessione dalla Nigeria, i leader della regione centro-occidentale hanno sponsorizzato una conferenza di pace vicino a Benin City e i funzionari hanno rifiutato di consentire alle truppe federali nigeriane di invadere il Biafra attraverso la regione.  Nell'agosto del 1967, le forze del Biafran occuparono la regione centro-occidentale e presero il controllo del governo regionale, con il medico di formazione americana Albert Okonkwo come nuovo capo del governosotto il titolo di Governatore.  Inizialmente, la popolazione igbo accolse favorevolmente il controllo biafrano, mentre i non igbo generalmente erano scontenti ma decisero di attendere il ripristino del controllo federale piuttosto che resistere. Le relazioni iniziali tra la nuova amministrazione e i non Igbo erano pacifiche ma inquiete e, al fine di migliorare le relazioni, l'amministrazione del governatore Okonkwo ha saturato case e strade con notizie dalla posizione del Biafran. Tuttavia, i mass mediala campagna iniziò a riempire lo stato di notizie sull'oppressione degli Igbo in Nigeria e, con il passare dei giorni, non fece che aumentare la divisione etnica della regione. L'interminabile campagna di pubbliche relazioni ha distrutto la simpatia non igbo per la causa secessionista filo-biafra invece di convertirla in un sostegno diretto, con la maggior parte che adotta simpatie neutrali o filo-nigeriane.  Poiché le relazioni tra il governo occupazionale e i non Igbo continuavano a deteriorarsi, il presidente biafrano C. Odumegwu Ojukwu visitato la regione centro-occidentale per raccogliere sostegno e ha incontrato i leader della Convenzione nazionale dei cittadini nigeriani (NCNC) precedentemente vietata. Sebbene la visita abbia suscitato un maggiore sostegno tra gli ex partigiani dell'NCNC, la loro ex discordia all'interno del partito si è risvegliata e allo stesso tempo i partigiani dell'NCNC hanno iniziato a scontrarsi con i sostenitori di altri partiti e il rifiuto non Igbo dell'invasione si è consolidato.  Poiché l'amministrazione di Okonkwo ha continuato a perdere il sostegno della popolazione della regione centro-occidentale, è diventata disperata.
Il 19 settembre 1967, i Biafrani ribattezzarono la regione proclamando la Repubblica del Benin, uno stato indipendente separato dal Biafra, come ultimo sforzo. Si credeva che, anche se non avrebbe potuto ottenere il sostegno non Igbo, il nuovo stato avrebbe potuto almeno dividere fisicamente il Biafra dalle forze federali nigeriane.  Citando la morte dei residenti del Midwest durante le rivolte del nord e il sostegno anteguerra della regione a un governo confederato in Nigeria, Okonkwo dichiarò che la Repubblica del Benin avrebbe sostenuto il Biafra in tutte le cause e avrebbe partecipato a organizzazioni come il Commonwealth delle Nazioni e Organizzazione dell'Unità Africana.  Tuttavia, Okonkwo sapeva che il nuovo stato non poteva durare: lui e altri funzionari avevano discusso una dichiarazione di indipendenza due settimane prima, il 5 settembre senza raggiungere un accordo, e l'annuncio fu registrato in una breve pausa mentre lui e le sue forze militari si ritiravano di fronte a un'avanzata militare del governo federale.  Più tardi, nello stesso giorno, le truppe governative raggiunsero Benin City, la capitale della Repubblica del Benin, e l'Alto Commissario britannico riferì che folle allineate per le strade per celebrare la riconquista.  Nel frattempo, il presidente del Biafra Ojukwu non ha offerto commenti sulla dichiarazione, concentrandosi invece sull'incapacità dei soldati del Biafra di fermare l'avanzata del governo.  La sua attenzione ai fallimenti militari di Okonkwo e la mancanza di commenti sulla dichiarazione di indipendenza suggerisce che i funzionari del Biafra potrebbero aver pianificato la dichiarazione della Repubblica del Benin e che le loro obiezioni si riferivano al suo scarso tempismo, piuttosto che al suo verificarsi. Il Biafra aveva ottenuto riconoscimenti limitati da alcuni stati stranieri, ma tutti i guadagni erano estranei alla proclamazione del Benin. L'occupazione biafrana della regione centro-occidentale non è riuscita a raggiungere i suoi obiettivi e ha gravemente danneggiato il sostegno interno alla causa secessionista tra i non igbo, ed è stata percepita dal governo federale nigeriano come una giustificazione per degenerare il conflitto minore in una guerra a tutti gli effetti.